# Daimler Double Six
Daimler Double Six är en lyxbil, tillverkad av den brittiska biltillverkaren Daimler Motor Company mellan 1926 och 1937.

## Daimler Double Six

### 1926-1930
Daimler var det främsta lyxbilsmärket på den brittiska marknaden, men mötte efter första världskriget allt hårdare konkurrens från Rolls-Royce. När konkurrenten presenterade sin New Phantom i mitten av 1920-talet beslutade Daimler att ta fram en värdig motståndare, kallad 50 hp. Daimlers chefskonstruktör Laurence Pomeroy byggde en V12-motor genom att placera två motorblock från den sexcylindriga 25/85 hp-modellen i 60° vinkel på ett gemensamt vevhus av aluminium. Som alla Daimler-motorer vid den här tiden hade den slidventiler. Motorn var verkligen en ” Double Six”, då de två motorblocken hade varsin uppsättning av kylvätskepumpar, tändning och förgasare. Bilen såldes med två hjulbaser. Enbart chassit med en kraftig separat ram och stela hjulaxlar vägde två ton och komplett med kaross vägde bilen runt tre ton.
1928 tillkom en lite mindre version, kallad 30 hp. Här hade man tagit motorblocken från 16/55 hp-modellen och fått fram en mindre motor på 3,7 liter.

### 1930-1937
1930 efterträddes de första Double Six-modellerna av två nya versioner, 30/40 hp och den större 40/50 hp. Bilarna hade moderniserats och Wilson förväljarlåda infördes som standard. Försäljningen av dessa extravaganta bilar var mycket blygsam under den pågående depressionen och 1934 ersattes Double Six-modellerna av den åttacylindriga 4½ litre med konventionella ventiler.
Under 1937 byggdes ytterligare cirka tio bilar, troligen främst för att göra slut på lagret av kvarblivna delar. Dessa sista Double Six-bilar hade motorer med konventionella toppventiler.

## Motor
| Modell   | Årsmodell | Motor                 | Cylindervolym | Effekt | Bränslesystem    |
| -------- | --------- | --------------------- | ------------- | ------ | ---------------- |
| 50 hp    | 1926-30   | 12-cyl V-motor slidv. | 7136 cm³      | 150 hk | Dubbla förgasare |
| 30 hp    | 1928-30   | 12-cyl V-motor slidv. | 3744 cm³      | 85 hk  | Dubbla förgasare |
| 30/40 hp | 1931-34   | 12-cyl V-motor slidv. | 5296 cm³      | 120 hk | Dubbla förgasare |
| 40/50 hp | 1931-34   | 12-cyl V-motor slidv. | 6511 cm³      | 160 hk | Dubbla förgasare |
| 40/50 hp | 1937      | 12-cyl V-motor ohv    | 6511 cm³      | 160 hk | Dubbla förgasare |